# Eustachy Wojciech Ekielski
Eustachy Wojciech Ekielski (ur. 1804, zm. 20 października 1870 w Krakowie) – prawnik, notariusz i historyk Krakowa. W 1851 w Krakowie wziął ślub z Elżbietą Izabelą z domu Sierawską. W 1855 urodził się ich syn Władysław Antoni Eustachy.
Członek od 20 października 1848 roku Towarzystwa Naukowego Krakowskiego. W tym samym roku wybrany na radnego Krakowa.

## Wybrane publikacje
- Krótka wiadomość o archiwum akt grodzkich i ziemskich województwa krakowskiego (Kraków 1868)[4]
- Miasto Kazimierz i budowle akademickie w tem mieście.[5]

Żonaty z Elżbietą z domu Sieradzką. Ich synem był architekt Władysław Ekielski.
Pochowany na cmentarzu Rakowickim w Krakowie (kwatera: JC, rząd: 1, miejsce: 4).

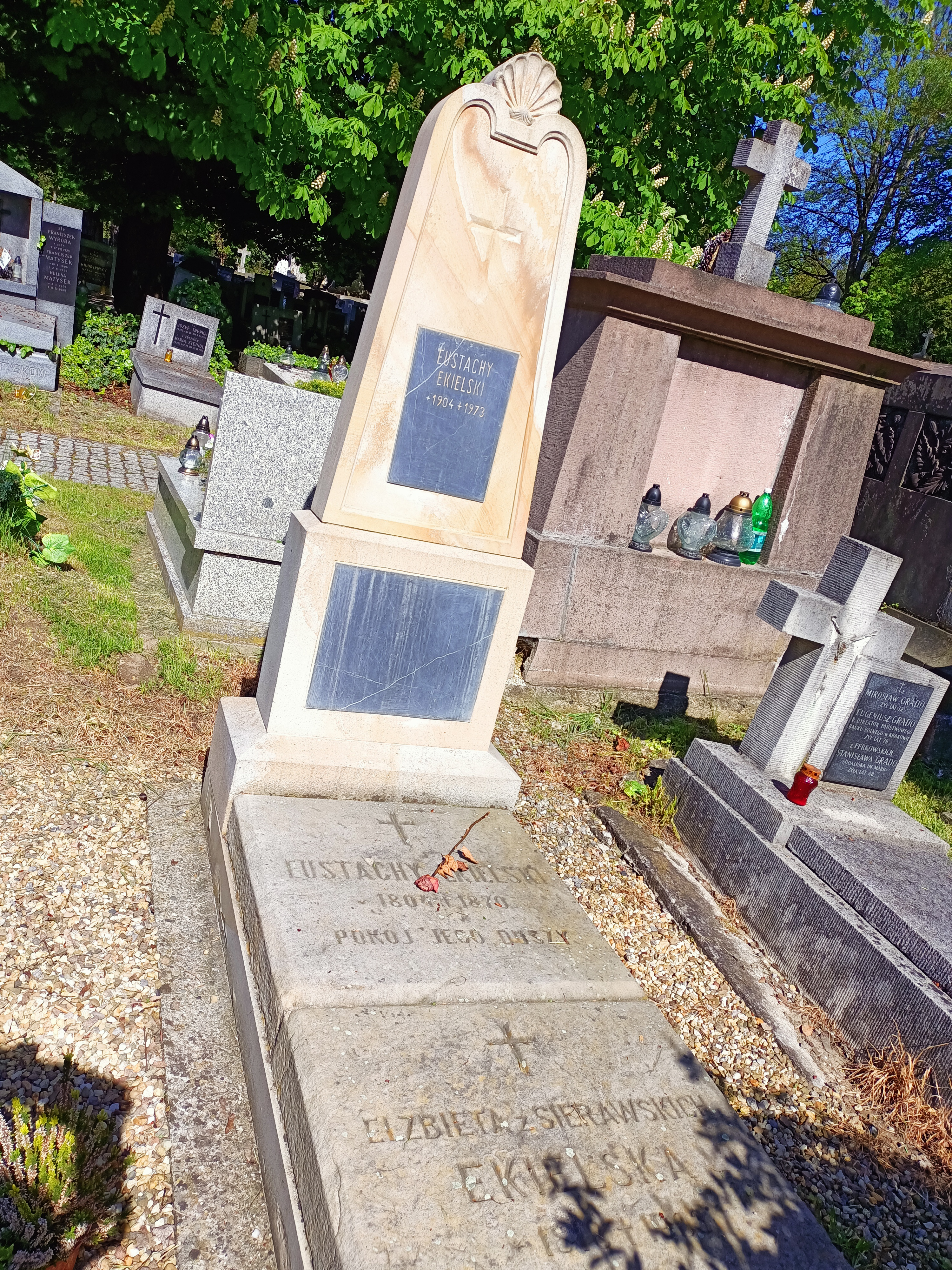
Grób Eustachego Ekielskiego na Cmentarzu Rakowickim w Krakowie